# Lac Noir (Arbizon)
À ne pas confondre avec le Lac Noir (Ardiden)
Le lac Noir  est un lac pyrénéen français situé administrativement dans la commune de Bagnères-de-Bigorre dans le département des Hautes-Pyrénées en région  Occitanie.
C’est un lac naturel qui a une superficie de 1,2 ha pour une altitude de 2 175 m, il atteint une profondeur de 7 m

## Géographie
Le lac est situé dans la vallée de Campan, près du  lac de Gréziolles dans le massif de l'Arbizon.

### Topographie
| Lac de Caderolles (1 988 m) | Lacs du Bec d'Aouque (2 258 m) |                              |
| Lac de Gréziolles (2 113 m) | lac Noir                       | Pic de Montarrouye (2 568 m) |
|                             | Laquet de Gréziolles (2 119 m) |                              |

## Protection environnementale
Le lac fait partie d'une zone naturelle protégée, classée ZNIEFF de type 1 : Cirque de Cloutou et sud de La Mongie et de type 2 : Bassin du haut Adour .

## Voies d'accès
Le lac est accessible depuis la cabane de Gréziolles par une variante du sentier de grande randonnée GR 10.